# Garcinia gabonensis
Garcinia gabonensis är en tvåhjärtbladig växtart som beskrevs av Marc Simon Maria Sosef och Dauby. Garcinia gabonensis ingår i släktet Garcinia och familjen Clusiaceae. Inga underarter finns listade i Catalogue of Life.